# Werner Günther (Germanist)
Johann Werner Günther (* 13. September 1898 in Thörigen; † 7. April 1988 in Neuenburg) war ein Schweizer Germanist und Hochschullehrer.

## Leben

### Familie
Werner Günther war der Sohn des Landwirts Gottfried Günther und dessen Ehefrau Anna (geb. Schärer).
Er war verheiratet mit Germaine Rose (geb. Turriès) († 13. Januar 1994 in Neuenburg) aus Digne in der Provence; gemeinsam hatten sie mehrere Kinder.

### Werdegang
Werner Günther besuchte von 1914 bis 1918 das Lehrerseminar in Muristalden (heute Campus Muristalden) bei Bern und war anschliessend von 1918 bis 1921 Lehrer an der dortigen Musterschule.  
1924 erhielt er an der Universität Bern das Diplom als Sekundarlehrer und 1926 als Gymnasiallehrer. Von 1927 bis 1949 war er, teilweise auch nebenamtlich, als Deutschlehrer am Humanistischen Gymnasium (heute Gymnasium am Münsterplatz) in Basel tätig. 
Er studierte von 1921 bis 1922 an der Universität Siena sowie der Universität Grenoble Romanistik, von 1922 bis 1927 Germanistik und Romanistik an der Universität Bern und hörte dort Romanistik-Vorlesungen bei Karl Jaberg, im Wintersemester von 1922 bis 1923 war er an der Universität Genf und im Sommersemester 1925 an der Universität Florenz. 1927 promovierte er bei Karl Jaberg mit seiner Dissertation Probleme der Rededarstellung: Untersuchungen zur direkten, indirekten und "erlebten" Rede im Deutschen, Französischen und Italienischen.
Nachdem er sich 1939 an der Universität Neuenburg mit Introduction à la poésie allemande habilitiert hatte, lehrte er von 1939 bis 1945 als Privatdozent und von 1945 bis zu seiner Emeritierung 1968 als ordentlicher Professor für deutsche Sprache und Literatur an der dortigen Universität; ihm folgte 1968 Robert-Henri Blaser.
1968 wurde er zum Honorarprofessor für Deutsche Sprache und Literatur ernannt.

### Sprachwissenschaftliches und schriftstellerisches Wirken
Werner Günther gehörte zu den angesehensten schweizerischen Literaturkritikern der Nachkriegszeit und galt als wichtiger Vermittler zwischen der deutschen sowie den romanischen Literaturen und Kulturen.
Er beschäftigte sich mit der Literaturgeschichte des 18. bis 20. Jahrhunderts, mit den Schwerpunkten Realismus, Symbolismus, Lyrik, Metrik, Etymologie und Geschichte der deutschen Sprache sowie den Schriftstellern Johann Wolfgang von Goethe, Jeremias Gotthelf, Gottfried Keller, Conrad Ferdinand Meyer, Stefan George, Carl Spitteler, Rainer Maria Rilke, Thomas Mann, Hermann Hesse und Franz Kafka.
Er war Verfasser von rund hundert Aufsätzen und einem Dutzend Monografien vor allem zur Schweizer Literatur des 19. und 20. Jahrhunderts, so unter anderem 1934 von Der ewige Gotthelf, 1948 von C. F. Ramuz: Wesen-Werk-Kunst und der dreibändigen Darstellung Dichter der neueren Schweiz, die von 1963 bis 1986 erschienen ist.
Gemeinsam mit Rudolf Zellweger (1914–1989) verfasste er 1948 das Lehrmittel Cours supérieur de langue allemande, das später noch mehrfach aufgelegt wurde.
In der Zeit von 1926 bis 1964 publizierte er verschiedene Aufsätze in der Neuen Zürcher Zeitung, von 1949 bis 1950 in der Deutschen Vierteljahrsschrift für Literaturwissenschaft und Geistesgeschichte, 1951 im Hölderlin-Jahrbuch und 1965 in der Universitas. Seine Rezensionen veröffentlichte er von 1935 bis 1948 in der Neuen Schweizer Rundschau, von 1949 bis 1961 in Das Bücherblatt, von 1956 bis 1966 in der Neuen Zürcher Zeitung, 1957 im Euphorion und von 1958 bis 1964 im Erasmus, zu dessen erweitertem Herausgeberstab er seit 1960 gehörte.
Weiterhin beteiligte er sich mit Beiträgen über Charles Ferdinand Ramuz an der Ausgabe des 1964 von Helmut Olles herausgegebenen Kleinen Lexikons der Weltliteratur im 20. Jahrhundert sowie an der Encyclopaedia britannica.

## Ehrungen und Auszeichnungen
Werner Günther erhielt 1924 für Sursum corda von einem Preisgericht eine Anerkennung in Höhe von 100 Franken, 1934 eine Ehrengabe von 500 Franken von der Martin-Bodmer-Stiftung in Zürich und 1949 eine Ehrengabe von 1.000 Franken von der Schweizerischen Schillerstiftung in Zürich.

## Schriften (Auswahl)
- Probleme der Rededarstellung: Untersuchungen zur direkten, indirekten und "erlebten" Rede im Deutschen, Französischen und Italienischen. Bern 1927.
- Über den Stil Benedetto Croces. In: Neue Schweizer Rundschau, Heft 2. 1927. doi:10.5169/seals-758220#181, S. 147–149.
- Benedetto Croce und die Pädagogik. In: Schweizerische pädagogische Zeitschrift, Band 39, Heft 5–6. 1929. doi:10.5169/seals-788249#195, S. 129–136.
- Der ewige Gotthelf. Erlenbach/Zürich; Leipzig: Eugen Rentsch Verlag, 1934.[9]
- Zur platonischen Frage. In: Der Bund vom 7. April 1938.
- Benedetto Croce. In: Revue de Theologie et de Philosophie, Band 25, Heft 102. 1939. doi:10.5169/seals-380304#49, S. 45–76.
- Introduction à la poésie allemande. Montreux: Imprimerie nouvelle C. Corbaz, 1940.
- Weltinnenraum. Die Dichtung Rainer Maria Rilkes. Bern, Leipzig 1943.
- Deutsche Dichter im Urteil Benedetto Croces. In: Neue Schweizer Rundschau, Band 11, Heft 12. 1943–1944. doi:10.5169/seals-759491#753, S. 748–757.
- Benedetto Croce. In: Schweizer Monatshefte: Zeitschrift für Politik, Wirtschaft, Kultur, Band 25, Heft 11. 1945–1946. doi:10.5169/seals-159336#707, S. 699–702.
- C. F. Ramuz: Wesen-Werk-Kunst. Bern 1948.
- Werner Günther; Rudolf Zellweger: Cours supérieur de langue allemande. Lausanne 1948.
- Bemerkungen zu einigen Stellen in Goethes Faust. Neuenburg 1950.
- Rilke und Hölderlin. In: Hölderlin-Jahrbuch 1951. S. 121–157.
- Neue Gotthelf-Studien. Bern: Francke, 1958.
- Paul Haller: zu seinem vierzigsten Todestag (10. März 1960). In: Brugger Neujahrsblätter, Band 70. 1960. doi:10.5169/seals-901037#8, S. 4–26.
- Regards sur la littérature en Suisse alémanique: C.-F. Meyer et C. Spitteler. In: L’Impartial vom 10. Oktober 1963.
- Regards sur la littérature en Suisse alémanique: J. Frey - J. Bosshart - H. Federer. In: L’Impartial vom 28. November 1963.
- Regards sur la littérature en Suisse alémanique: Gertrud Pfander et Maria Waser. In: L’Impartial vom 26. März 1964.
- Regards sur la littérature en Suisse alémanique: La Litterature dialectale. In: L’Impartial vom 28. Mai 1964.
- Regards sur la littérature en Suisse alémanique: Hermann Hesse. In: L’Impartial vom 13. August 1964.
- Regards sur la littérature en Suisse alémanique: Josef Viktor Widmann. In: L’Impartial vom 12. November 1964.
- Ulrich Bräker, Lebensgeschichte und natürliche Abenteuer des Armen Mannes im Tockenburg. Stuttgart, 1965.
- Josef Viktor Widmanns letzte Schaffensperiode. In: Der Bund vom 29. Januar 1965.
- Regards sur la littérature en Suisse alémanique: Otto Wirz. In: L’Impartial vom 11. März 1965.
- Regards sur la littérature en Suisse alémanique: Max Frisch. In: L’Impartial vom 3. Juni 1965.
- Regards sur la littérature en Suisse alémanique: Max Pulver. In: L’Impartial vom 29. Juli 1965.
- Regards sur la littérature en Suisse alémanique: Gottfried Keller et la philosophie. In: L’Impartial vom 7. Oktober 1965.
- Regards sur la littérature en Suisse alémanique: Friedrich Dürrenmatt. In: L’Impartial vom 23. Dezember 1965.
- Über die absolute Poesie. Zur geistigen Struktur neuerer Dichtung. In: Zur Lyrik-Diskussion. Darmstadt, 1966. S. 1–45.
- L’image dans le langage. Germanismes (idiotismes, locutions, réminiscences, proverbes allemands). Neuchâtel 1967.
- Unkonformistische Literaturbetrachtung. In: Der Bund vom 10. Februar 1967.
- Werner Günther; Robert-Henri Blaser; Rudolf Zellweger: Form und Sinn. Bern & München: Francke, 1968.
- Jeremias Gotthelf. In: Deutsche Dichter des 19. Jahrhunderts. Ihr Leben und Werk. Berlin, 1969. S. 249–271.
- Späte Erfüllung. In: Der Bund vom 7. Februar 1969.
- Goethe — anders gesehen. In: Der Bund vom 28. März 1969.
- Dichter der neueren Schweiz. 
  - Band 1. Bern, München: Francke 1963.
  - Band 2. Bern: Francke, 1969.
  - Band 3: Bern: Francke, 1986.
- Charles Ferdinand Ramuz. Werke in sechs Bänden, herausgegeben von Werner Günther. Huber, Frauenfeld 1972 ff.
  - Band 1: Aline. Frauenfeld; Stuttgart: Huber, 1972.
  - Band 2: Aimé Pache, ein Waadtländer Maler. Frauenfeld; Stuttgart: Huber, 1976.
  - Band 3: Die Herrschaft des Bösen. Frauenfeld; Stuttgart: Huber, 1974.
  - Band 4: Die Schönheit auf der Erde. Frauenfeld; Stuttgart: Huber, 1973.
  - Band 5: Der grosse Sonderbundskrieg. Frauenfeld; Stuttgart: Huber, 1978.
  - Band 6: Grund des Daseins. Frauenfeld; Stuttgart: Huber, 1975.
- Meinrad Inglins letzte Novelle. In: Schweizer Monatshefte: Zeitschrift für Politik, Wirtschaft, Kultur, Band 55, Heft 1. 1975–1976. doi:10.5169/seals-163076#80, S. 56–63.